# In Battle There Is No Law (album Heaven Shall Burn)
In Battle There Is No Law – minialbum EP niemieckiego zespołu Heaven Shall Burn, będący pierwszym wydawnictwem w historii tej grupy. Album został wydany nakładem wytwórni Deeds of Revolution Recordings. 22 sierpnia 2002 roku nastąpiła reedycja w Circulation Records pod nazwą In Battle... (There is No Law), zawierająca utwory bonusowe. Wydawnictwo ukazało się także nakładem Lifeforce Records. Reedycja zawierała dodatkowo utwory z albumu w wersji demo.

## Lista utworów
1. "Partisan" - 04:17
2. "Forthcoming Fire" - 04:23
3. "Thoughts Of Superiority" - 04:59
4. "Mandatory Slaughtery" - 06:59
5. "Remember The Fallen" - 04:49

Reedycja albumu z 2002
1. "Partisan" 2002 03:14
2. "Eternal" 04:01
3. "Demise" 02:23
4. "Competition In Hatred" 02:34
5. "Forthcoming Fire" 04:22
6. "Thoughts Of Superiority" 04:58
7. "Mandatory" 06:58
8. "The Fallen" 04:51
9. "Harmony Dies" (demo '97) 03:44
10. "An Ethic" (demo '97) 03:35
11. "The Fallen" (demo '97) 05:25
12. "The Chaos Before" (demo '96) 06:23

## Inne informacje
- Tytuł płyty stanowi bezpośrednie odniesienie do albumu wydawnictwo brytyjskiej grupy Bolt Thrower z 1988 roku (jak przyznają muzycy Heaven Shall Burn - stanowiący dla nich ważną inspirację[2].
- Utwór "Eternal" to cover kompozycji "The Eternal Jihad" grupy Day of Suffering.
- Utwór "Competition By Hatred" to cover kompozycji grupy Abhinanda.
- Utwór "The IVth Crusade" to cover kompozycji grupy Bolt Thrower zawartym na albumie The IVth Crusade (1992).